# HD 34445 b
HD 34445 b je exoplaneta obíhající hvězdu HD 34445, která se nachází v souhvězdí Orionu, přibližně 150,5 světelných let od Země. Tato planeta byla poprvé oznámena v roce 2004 týmem astronomů vedeným Debrou Fischerovou v rámci programu Keck Observatory a byla potvrzena v roce 2009. 
HD 34445 b je obří planeta, pravděpodobně plynný obr jako Jupiter. Má minimální hmotnost odpovídající přibližně 0,68 hmotnosti Jupiteru (MJ) a nachází se na vysoce excentrické oběžné dráze, jejíž velká poloosa činí přibližně 2,06 AU. Planeta se pohybuje ve vzdálenosti od 0,86 AU v nejbližším bodě (periastronu) až po 3,16 AU v nejvzdálenějším bodě (apastronu) vůči své hvězdě.

## Charakteristiky planety
HD 34445 b je klasifikována jako obří planeta, pravděpodobně plynného typu. Má minimální hmotnost ≥ 0,68 MJ, což znamená, že je přibližně dvakrát lehčí než Jupiter. Její oběžná doba je 1048,5 dne (přibližně 2,87 roku), což ji řadí mezi planety střední vzdálenosti od mateřské hvězdy. Výstřednost dráhy činí 0,27, což znamená, že planeta zažívá výrazné změny vzdálenosti od hvězdy během svého oběhu.
Přestože je oběžná dráha excentrická, planeta se celou dobu nachází v obyvatelné zóně hvězdy. To by teoreticky mohlo umožňovat stabilní podmínky pro existenci kapalné vody na případných měsících této planety, pokud by měla velké přirozené satelity.

### Mateřská hvězda
HD 34445 je hvězda spektrální třídy G0, tedy mírně teplejší a větší než Slunce. Má hmotnost přibližně 1,07 M☉ a poloměr 1,44 R☉. Nachází se ve vzdálenosti asi 150,5 světelných let od Země. Její věk se odhaduje na 4,2 miliardy let. Hvězda je relativně bohatá na těžké prvky (metalicita [Fe/H] = 0,22), což je vlastnost často spojená se vznikem obřích exoplanet.

## Objev
Planeta HD 34445 b byla objevena pomocí metody měření radiálních rychlostí, která sleduje malé změny v pohybu mateřské hvězdy způsobené gravitačním vlivem planety. Pozorování byla prováděna pomocí spektrografu na Keckově observatoři na Havaji. Planeta byla původně oznámena v roce 2004, ale její objev byl potvrzen až o několik let později, kdy bylo možné přesněji určit parametry její oběžné dráhy.

## Možnosti výzkumu
Excentrická oběžná dráha HD 34445 b a její umístění v obyvatelné zóně představují zajímavé podmínky pro další studium. Přestože samotná planeta je plynného typu, její případné měsíce by mohly být vhodným místem k výzkumu obyvatelnosti.
Planeta byla zařazena do cílů budoucích pozorování pomocí Vesmírného dalekohledu Jamese Webba nebo jiných pokročilých spektroskopických přístrojů, které by mohly odhalit více o atmosféře hvězdy i planety.